# Dolichoderus varians
Dolichoderus varians är en myrart som beskrevs av Mann 1916. Dolichoderus varians ingår i släktet Dolichoderus och familjen myror. Inga underarter finns listade i Catalogue of Life.